# Doktor Jekyll i pan Hyde (film 1941)
Doktor Jekyll i pan Hyde (ang. Dr. Jekyll and Mr. Hyde) – amerykański horror z 1941 w reżyserii Victora Fleminga na podst. noweli Roberta Louisa Stevensona pod tym samym tytułem i jej teatralnej adaptacji Thomasa Russella Sullivana z 1887 roku. Remake filmu Roubena Mamouliana z 1931 roku pod tym samym tytułem.

## Fabuła
Wiktoriański Londyn. Podczas mszy świętej Sam Higgins niespodziewanie zachowuje się skandalicznie. Przykuwa to uwagę obecnego w kościele szanowanego lekarza doktora Harry’ego Jekylla, który wysyła Higginsa do szpitala. Jekyll przeprowadzał na zwierzętach eksperymenty badawcze nad możliwością oddzielenia dobrych i złych aspektów ludzkiej natury i widzi w Higginsie królika doświadczalnego, co niepokoi jego kolegów po fachu, tym jego przyjaciela, doktora Lanyona. Na przyjęciu u Beatrix, swej narzeczonej Jekyll mówi, że w człowieku tkwią dwie wzajemne zwalczające się osobowości i na dowód tego podaje Higginsa, który po wybuchu w gazowni ma napady szału, a przed nim sumiennym obywatelem. Wywołuje to u gości ogromną dyskusję.
Ojciec Beatrix – Sir Charles Emery mówi o swym sceptycyzmie wobec radykalnych pomysłów Jekylla i proponuje mu ich porzucenie dla jego dobra. W drodze do domu Jekyll i Lanyon ratują przed napaścią Ivy Peterson i odwożą Ivy pod jej mieszkanie. Ivy zakochuje się w Jekyllu. W laboratorium Jekyll tworzy serum oddzielające osobowość i skutecznie testuje na króliku i szczurze. Jekyll chce je wypróbować na Higginsie, lecz ten umiera. Jekyll wobec tego sam decyduje je zażyć. Pod jego wpływem zmienia mu się wygląd i uaktywniają się złe cechy. W międzyczasie Beatrix przybywa do jego domu czując coś złego. Za nią podąża Sir Emery, który zaniepokojony niestabilnością Jekylla decyduje zabrać córkę w zagraniczną podróż. Jekyll chce związać się z Ivy i ponownie zażywa serum. 
Przyjmuje nazwisko Hyde i odwiedza music-hall, w którym Ivy pracuje jako barmanka. Ivy nie rozpoznaje go jako Jekylla i przeraża ją jego lubieżność. Hyde prowadzi do wielkiej bijatyki w music-hallu i zwala winę na Ivy. Płaci jej szefowi łapówkę, by ją zwolnił. Zmusza Ivy do zamieszkania z nim, gdzie znęca się nad nią. Hyde zaczyna interesować się Marcią, znajomą Ivy. Tymczasem Beatrix niepokoi brak odpowiedzi Jekylla. Gdy Beatrix wraca do Anglii, Jekyll rezygnuje z zażywania serum. Wysyła też Ivy anonimowo pieniądze, która odwiedza Jekylla jako pacjentka. Jekyll jest zawstydzony, co zrobił jej jako Hyde i obiecuje, że nigdy go nie zobaczy. Ogłoszony zostaje ślub Jekyll i Beatrix. Niespodziewanie w drodze do Emerych Jekyll zmienia się w Hyde'a i udaje się do Ivy, świętującej uwolnienie się od niego. Hyde morduje Ivy, lecz zostaje przyłapany na gorącym uczynku. Ucieka do laboratorium Jekylla, ale nie ma do niego dostępu.
Hyde okrada sklep papierniczy i wysyła list w imieniu Jekylla do Lanyona, w których prosi o wzięcie z jego laboratorium odpowiednich fiolek i czekanie na posłańca. Lanyon spełnia prośbę, jednak widząc, że posłańcem jest Hyde, chce się upewnić czy Jekyll jest bezpieczny. Przyparty Hyde tworzy na miejscu eliksir z przyniesionych fiolek i przemienia się z powrotem Jekylla. Zszokowany Lanyon prosi Jekylla o zniszczenie formuły. Czując, że Jekyll nie jest w stanie kontrolować przemian decyduje się zerwać związek z Beatrix. Przychodzi do rezydencji Emerych poinformować o tym Beatrix. Wychodząc pod wpływem zasłyszanego płaczu Muriel spontanicznie zmienia się w Hyde’a i w tej formie wraca do lubieżnie ją atakuje.
Słysząc krzyki córki Sir Emery biegnie jej na pomoc, lecz Hyde go zabija w szarpaninie. Zostaje wezwana policja, która udaje się w pościg za Hyde’em. Ten wpada do domu Jekylla i ukrywa się w laboratorium. Tam po zażyciu antidotum zmienia się z powrotem w Jekylla. Lanyon rozpoznaje złamaną laskę pozostawioną na miejscu zbrodni i udaje się z policją do domu Jekylla. Prosi Jekylla o przyznanie się do winy. Zaprzeczanie wszystkiego powoduje u Jekylla kolejną przemianę w Hyde’a, który walczy z policją. Lanyon zabija w samoobronie Hyde’a, który umierając, zmienia się z powrotem w Jekylla. Lanyon odmawia nad nim modlitwę. 

## Obsada
- Spencer Tracy – dr Harry Jekyll / pan Hyde
- Ingrid Bergman – Ivy Peterson
- Lana Turner – Beatrix Emery
- Ian Hunter – doktor John Lanyon
- Donald Crisp – sir Charles Emery
- Peter Godfrey – Poole
- Frances Robinson – Marcia
- C. Aubrey Smith – biskup Manners
- Barton MacLane – Sam Higgins
- Sara Allgood – pani Higgins
- Frederic Worlock – doktor Heath
- William Tannen – stażysta Fenwick